# Arpa (Fluss)
Die Arpa (armenisch Արփա; aserbaidschanisch Arpaçay) ist ein linker Nebenfluss des Aras in Armenien und in der zu Aserbaidschan gehörenden autonomen Republik Nachitschewan.
Die Arpa entspringt an der Südflanke des Sangesurkamms in der armenischen Provinz Wajoz Dsor. Sie fließt anfangs nach Süden. Südlich von Dschermuk wird die Arpa zum Ketschut-Stausee aufgestaut. Später wendet sie sich nach Westen. Sie fließt dabei 2 km südlich am Hauptort der Provinz, Jeghegnadsor, vorbei. Der Fluss wendet sich im Unterlauf erneut nach Süden und überquert die Grenze nach Nachitschewan. Schließlich erreicht der Fluss den nach Südosten strömenden Aras.
Die Arpa hat eine Länge von 128 km. Sie entwässert ein Areal von 2630 km².
1970 wurde ein Kanal errichtet, der einen Teil des Wassers des Hrasdan zur Arpa umleitet.